# 화천초등학교 논미분교
화천초등학교 논미분교는 대한민국 강원특별자치도 화천군에 있었던 공립 초등학교 분교이다.

## 학교 연혁
- 1936년 4월 1일 원천간이학교 인가
- 1939년 3월 1일 논미국민학교 인가
- 1954년 4월 1일 수복 후 3학급 편성 인가
- 1996년 3월 1일 논미초등학교로 개칭
- 1999년 9월 1일 화천초등학교 논미분교장으로 개편
- 2024년 1월 5일 제101회 졸업식 (졸업자 김수연)
- 2024년 2월 29일 90년만에 폐교

## 참고 자료
- 화천초등학교논미분교장 - 한국교육학술정보원 학교알리미